# I dynastia z Isin
I dynastia z Isin (ok. 2017-1794 p.n.e.) – jedna z królewskich dynastii mezopotamskich, założona w mieście Isin  przez Iszbi-Errę, byłego gubernatora Ibbi-Suena, ostatniego króla z III dynastii z Ur. Nowo powstałe królestwo, chociaż terytorialnie mniejsze od królestwa Ur III, przejęło w dużej mierze jego struktury instytucjonalne i podstawy ideologiczne. W początkowej fazie swego istnienia królestwo z Isin odgrywało dominującą rolę w południowej Mezopotamii. Z czasem jednak zaczęło tracić na znaczeniu na rzecz rosnącego w siłę sąsiedniego królestwa ze stolicą w Larsie. Ostatniego niezależnego króla Isin, Damiq-iliszu, pokonał król Larsy Rim-Sin I. Wkrótce potem Isin wchłonięte zostało przez państwo Hammurabiiego z Babilonu. 
Za czasów panowania I dynastii z Isin swą ostateczną formę zyskała Sumeryjska lista królów.

## Władcy dynastii
- 2017-1985 p.n.e. – Iszbi-Erra
- 1984-1975 p.n.e. – Szu-iliszu
- 1974-1954 p.n.e. – Iddin-Dagan
- 1953-1935 p.n.e. – Iszme-Dagan
- 1934-1924 p.n.e. – Lipit-Isztar
- 1923-1896 p.n.e. – Ur-Ninurta
- 1895-1874 p.n.e. – Bur-Sin
- 1873-1869 p.n.e. – Lipit-Enlil
- 1868-1861 p.n.e. – Erra-imitti
- 1860-1837 p.n.e. – Enlil-bani
- 1836-1834 p.n.e. – Zambija
- 1833-1831 p.n.e. – Iter-pisza
- 1830-1828 p.n.e. – Ur-dukuga
- 1827-1817 p.n.e. – Sin-magir
- 1816-1794 p.n.e. – Damiq-iliszu